# Psicoterapeuta
Lo psicoterapeuta è un professionista socio-sanitario – psicologo o medico (quindi dottore magistrale in psicologia oppure in medicina) – qualificato/abilitato all'esercizio della psicoterapia. Il suo intervento mutua le tecniche dai numerosi modelli applicativi della psicologia ed è rivolto alla risoluzione dei sintomi, e delle loro cause, conseguenti a
disturbi mentali, disadattamenti e sofferenza.

## Regolamentazione
Come qualsiasi figura professionale, la formazione, le competenze, le eventuali abilitazioni dipendono dalla legislazione di ogni nazione, così come l'esistenza di albi specifici.

## Italia
In Italia lo psicoterapeuta è autorizzato dall'ordine professionale di appartenenza. Infatti, la sua attività è regolamentata ex art. 3 della Legge n° 56 del 18 febbraio 1989 (Ordinamento della professione di psicologo), che obbliga il professionista a conseguire una specializzazione post universitaria in psicoterapia, presso una scuola di specializzazione pubblica (universitaria) o privata riconosciuta dal Ministero dell'istruzione, dell'università e della ricerca, che abbia almeno durata quadriennale. A tali scuole possono accedere solo i laureati in psicologia o in medicina iscritti ai rispettivi albi professionali. A conclusione della scuola di specializzazione in psicoterapia, si potrà richiedere all'Ordine di appartenenza (il CNOP per gli psicologi e il FNOMCeO per i medici) l'annotazione nell'Albo dell'attività psicoterapeutica.
Il medico specializzato in psichiatria o in neuropsichiatria è autorizzato – a condizione di aver svolto attività psicoterapeutiche professionalizzanti nel suo percorso specialistico – ad esercitare la psicoterapia, chiedendone l'annotazione al proprio Ordine provinciale di appartenenza.
Allo stesso modo, ai sensi del D. M. 24/07/06, lo psicologo specializzato in una delle scuole di specializzazione universitaria di area psicologica - quali psicologia clinica, neuropsicologia, psicologia del ciclo della vita, valutazione psicologica e consulenza (counseling) e psicologia della salute, a condizione che nel suo percorso specialistico abbia svolto attività psicoterapeutiche professionalizzanti - è autorizzato all'esercizio della psicoterapia, chiedendone l'annotazione al proprio Ordine regionale di appartenenza. Dunque, sia i medici che gli psicologi specialisti nelle discipline suddette, pur non avendo conseguito una formazione specialistica propriamente psicoterapeutica, sono autorizzati ad esercitare la psicoterapia.
La formazione dello psicoterapeuta si può basare su modelli formativi diversi, tra i quali:

- Psicoanalisi
- Psicoterapia funzionale
- Psicoterapia cognitivo-comportamentale
- Psicoterapia della Gestalt
- Psicoterapia sistemico-familiare
- Psicoterapia breve
- Psicoterapia corporea
- Psicoterapia psicodinamica
- Psicoterapia adleriana
- Psicoterapia ericksoniana
- Psicosintesi
- Psicoterapia umanistica
- Psicoterapia con la procedura immaginativa
- Psicoterapia interpersonale